# Yvan Manhès
Pour les articles homonymes, voir Manhès.

a Compétitions nationales et continentales officielles uniquement.

Dernière mise à jour le 1er décembre 2011.
Yvan Manhès, né le 23 mai 1975 à Aurillac, est un joueur et entraîneur de rugby à XV évoluant au poste de deuxième ligne.

## Biographie
Joueur emblématique du  CA Brive, réputé pour sa puissance et sa combativité. Il joue au CA Brive durant 13 saisons de 1994 à 2007. Il est champion d’Europe en 1997 et finaliste en 1998 et possède un des plus beaux palmarès individuel du club briviste.

## Palmarès
- Coupe d'Europe :
  - Vainqueur (1) : 1997
  - Finaliste (1) : 1998
- Championnat de France de première division :
  - Vice-champion (1) : 1996
- Challenge Yves du Manoir :
  - Vainqueur (1) : 1996
- Coupe de France :
  - Finaliste (1) : 2000